# إدوار منصور

## ولادته
من مواليد 1942 رأس بعلبك (قرية).
تطوع في الجيش بصفة تلميذ ضابط اعتبارا 1/10/1962.

## حياته العملية داخل الجيش
- رقي إلى رتبة ملازم اعتبارا 1/1/1966 وتدرج في الترقية حتى رتبة لواء اعتبارا من 1/1/1995.
- شغل منصب عضو في المجلس العسكري.
- حائز عدة أوسمة، وتنويه العماد قائد الجيش وتهنئته عدة مرات.
- رقي إلى رتبة لواء ركن مهندس بحري، ثم شغل بعدها منصب مديراً عاماً لمديرية أمن الدولة.

## وضعه الإجتماعي
متأهل وله ولد واحد.

## الوفاة
توفي بتاريخ 4/7/2019 في مستشفى أوتيل ديو - الأشرفية، نقل بعدها إلى بلدته رأس بعلبك، حيث دفن فيها.